# Jean Dolabella
Jean Turrer Dolabella (Uberaba, 14 de maio de 1978) é um multi-instrumentista, produtor musical e empresário brasileiro.
De 2022 até 2024, foi baterista da banda da cantora Pitty e sócio-fundador do estúdio paulistano Family Mob Studios.
Foi também um dos fundadores da banda Udora (1997-2006, ex-Diesel), integrou o Sepultura por 5 anos (2006-2011) e foi baterista da banda Ego Kill Talent.
Jean possui vasta experiência musical e já trabalhou com artistas nacionais e internacionais como Milton Nascimento, Lenine, Ana Carolina, Paul Di'Anno (Iron Maiden) e Mike Patton (Faith No More), além de produtores como Matt Wallace (Faith No More, Maroon 5), Thom Russo (Audioslave, Michael Jackson) e Steve Evetts (The Cure, The Dillinger Escape Plan).

## Vida Profissional
Jean iniciou seus passos como músico aos 10 anos de idade e graduou-se na Los Angeles College of Music em 2004 estudando com nomes como Michael Shapiro, Ralph Humphrey, Joe Porcaro e Dave Beyer. 

### Udora
Sua carreira alcançou projeção nacional com o Udora (ex-Diesel), banda mineira que se destacou na cena independente ao tocar no palco principal do Rock in Rio, em 2001. Com o intuito de alçar uma carreira internacional, a banda mudou-se para Los Angeles no fim do mesmo ano.
Após algumas apresentações, assinaram contrato diretamente com Clive Davis, CEO da J Records (braço da RCA) e a regravação do álbum Diesel foi produzida por Matt Wallace (Faith No More, Maroon 5). Além de realizar turnês dividindo o palco com Jerry Cantrell (Alice in Chains) em mais de 20 estados dos EUA, a banda lançou outro álbum: Liberty Square (2005), produzido independentemente por Thom Russo (Audioslave, System of a Down, Michael Jackson).
Em mais um trabalho com o produtor Matt Wallace, Jean gravou as baterias para quatro faixas do álbum Before I Speak (2005) de Kyle Riabko. As outras faixas foram gravadas pelos bateristas Gregg Bissonette (Steve Vai, Ringo Starr) e Michael Bland (Prince).

### Sepultura
Em 2006, Jean se juntou ao Sepultura onde permaneceu até 2011. Com a banda tocou em mais de 500 shows, gravou os álbuns A-LEX (2010) e Kairos (2011), produzido por Roy Z (Rob Halford, Bruce Dickinson). O último, permaneceu em primeiro lugar em College rádios americanas por semanas consecutivas. Retornou ao Rock In Rio após 10 anos para tocar com o Sepultura, dividindo o palco com o grupo de percussão francês Tambour du Bronx e Mike Patton (Faith No More).
Deixou a banda em novembro de 2011.

### Family Mob Studios
Em 2013 fundou com Estevam Romera (Desalmado) o Family Mob Studios, estúdio de gravação profissional localizado no Alto da Lapa, zona oeste de São Paulo. Já passaram pelo estúdio nomes como Coldplay, Steve Jordan, Halsey, Death, Fresno, Marrero, CPM 22, One Republic, Ratos de Porão, Diplo e Skrillex.[carece de fontes?]
O estúdio realizou em 2015 uma parceria com a marca de calçados Converse (All Star) para sediar o projeto global Converse Rubber Tracks no Brasil. A iniciativa visava estimular a produção independente ao proporcionar uma diária de gravação para bandas emergentes. Jean coordenou, produziu e dividiu sua experiência com cerca de 300 bandas gravadas dentro do projeto no estúdio.[carece de fontes?]
Paralelamente à carreira de instrumentista, Jean realiza outras atividades relacionadas à música. Professor de bateria desde 1997, atualmente dá aulas no Family Mob Studios e já escreveu o método de ensino de bateria de uma das maiores escolas de música de Belo Horizonte. Também apresenta o Musica Mob, web série de entrevistas com episódios com Dave Lombardo (Philm, ex-Slayer), Illan Rubin (Nine Inch Nails), Thomas Pridgen (ex-The Mars Volta) e vários outros.[carece de fontes?]

### Ego Kill Talent
Jean foi o fundador e multi-instrumentista na banda Ego Kill Talent, formada por Niper Boaventura (ex-Pull down), Jonathan Correa (Reação em Cadeia), Theo van der Loo (ex-Sayowa) e Raphael Miranda (ex-Sayowa).
Com a banda participou dos primeiros EPs Sublimated (2015) e Still here (2016) e o álbum debut Ego Kill Talent (2017).
Com a banda, tocou em festivais de expressão como Lollapalooza, Maximus Festival, Rolling Stone Festival, Download Paris e Rock In Rio.
Em dezembro de 2023, anunciou através das redes sociais sua saída da banda.

### Outros projetos
No Brasil, Jean também tocou com artistas renomados como Lenine, Scarcéus, Supercombo, Milton Nascimento, Jair Rodrigues e Flávio Venturini. Gravou duas faixas do álbum Dois Quartos de Ana Carolina e Hubis I & II, primeiro álbum solo de Andreas Kisser (Sepultura).
Juntou-se ao guitarrista mineiro e amigo Augusto Nogueira (Scarcéus) para formar o Indireto, duo instrumental/experimental. Após lançar o primeiro EP em 2008, seu álbum de estreia (2010) teve a participação de Pitty, Andreas Kisser e Milton Nascimento. Faixas do álbum compuseram a trilha sonora da novela Amor e Revolução e do filme Assalto ao Banco Central, de Marcos Paulo. Atualmente, o Indireto trabalha em seu segundo disco.
Ainda em 2008, Jean integrou o Rockfellas, supergrupo dedicado em tocar clássicos do rock. Junto com Paul Di’Anno (Iron Maiden), Canisso (Raimundos) e Marcão (Charlie Brown Jr.), fizeram shows pelo Brasil e América Latina.
Em novembro de 2022, substituiu Daniel Weksler como baterista da banda da cantora Pitty.

## Discografia
- Diesel
  - 2000 - Diesel
- Udora
  - 2005 - Liberty Square
- Sepultura
  - 2009 - A-Lex
  - 2011 - Kairos
- Ego Kill Talent
  - 2015 - Sublimated (EP)
  - 2016 - Still Here (EP)
  - 2017 - Ego Kill Talent
  - 2021 - The Dance Between Extremes